# Schloss Sandbjerg

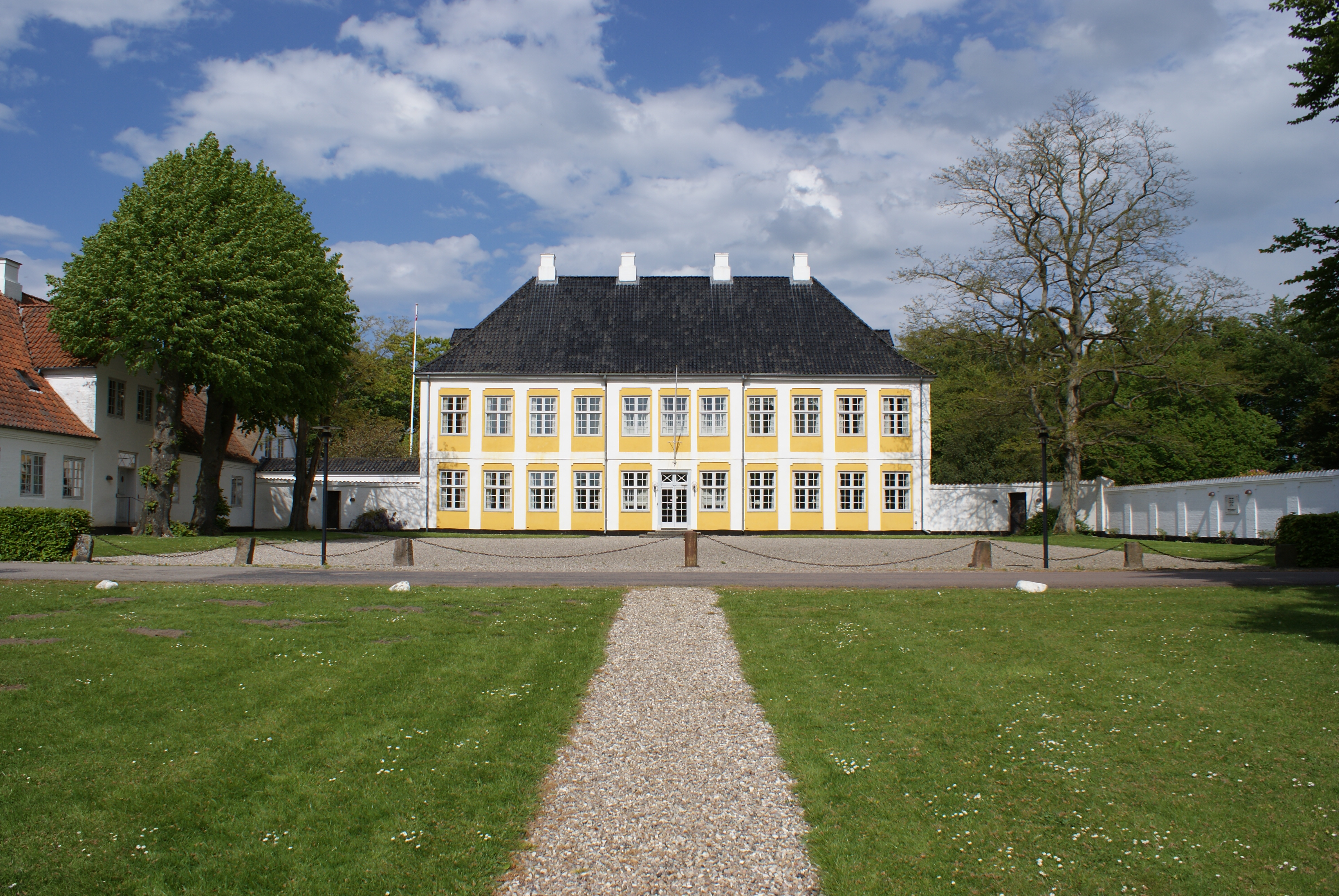
Schloss Sandbjerg, Hofansicht

Das Schloss Sandbjerg (deutsch: Sandberg) ist das Herrenhaus eines früheren Adligen Guts auf der Halbinsel Sundewitt im heutigen Dänemark. Das Schloss liegt einige Kilometer nordwestlich von Sonderburg entfernt direkt am Alsensund.

## Geschichtlicher Überblick
Das Gut wurde um 1500 das erste Mal erwähnt. Der Gutsbesitz wurde um 1564 durch Herzog Johann von Schleswig-Holstein-Sonderburg begründet. Er verblieb für ein knappes Jahrhundert im Besitz der Schleswig-Holstein-Sonderburger Linien, dann wurde er nach einem Konkurs des herzoglichen Hauses 1667 durch die dänische Krone eingezogen. 1673 erfolgte ein Verkauf an die Familie Reventlow, der Sandbjerg bis 1930 gehörte. Im Deutsch-Dänischen Krieg 1864 diente das Schloss als Unterkunft preußischer Truppen, es wurde deshalb von den dänischen Schanzen unter Feuer genommen [März 1864]. 1930 erfolgte der Verkauf an die Familie Dahl, die den Besitz 1954 der Universität Aarhus schenkte. Das Herrenhaus und die Nebengebäude werden von der Universität als Seminarzentrum genutzt.
Das Herrenhaus entstand in seiner heutigen Form um 1788. Es ist in seiner Gestaltung mit der durch Lisenen gegliederten Fassaden und die kräftige Farbgebung vom nicht weit entfernten Schloss Augustenborg beeinflusst. In den Innenräumen hat sich die in die Gegenwart eine Ausstattung aus der Zeit des Rokoko erhalten. Da das Gebäude dem Universitätsbetrieb dient, ist es für Besucher üblicherweise nicht geöffnet. Der um das Schloss liegende Landschaftsgarten ist jedoch zugänglich.